# Unité urbaine de Challans
L’unité urbaine de Challans est une unité urbaine française située dans le département de la Vendée et la région des Pays de la Loire.
Unité urbaine multicommunale, regroupant les communes de Challans, de Sallertaine et de Soullans, elle constitue depuis 2020 la quatrième agglomération urbaine du département.

## Histoire
En 1954, année de la première réalisation de zonages des agglomérations urbaines de France par l’Insee, l’unité urbaine de Challans regroupe la seule commune de Challans.
Dans le zonage en unités urbaines de 2010, l'unité urbaine était composée de trois communes, s’étendant aux communes de Sallertaine et de Soullans.
En 2020, à la suite d'un nouveau zonage, elle est composée des trois mêmes communes.
En 2022, avec 30 815 habitants, elle représente la 4e unité urbaine du département de la Vendée, précédée par l'unité urbaine de Saint-Hilaire-de-Riez et devançant l'unité urbaine de Montaigu-Vendée. Au niveau régional, elle occupe le 11e rang dans la région Pays de la Loire.

## Composition de l'unité urbaine en 2020
Elle est composée des trois communes suivantes :
| Nom                     | Code Insee | Département | Statut       | Superficie (km2) | Population (dernière pop. légale) | Densité (hab./km2) | Modifier                                    |
| ----------------------- | ---------- | ----------- | ------------ | ---------------- | --------------------------------- | ------------------ | ------------------------------------------- |
| Challans (ville-centre) | 85047      | Vendée      | ville-centre | 64,84            | 22 890 (2022)                     | 353                | modifier les données · modifier les données |
| Sallertaine             | 85280      | Vendée      | banlieue     | 49,45            | 3 390 (2022)                      | 69                 | modifier les données · modifier les données |
| Soullans                | 85284      | Vendée      | banlieue     | 41,09            | 4 535 (2022)                      | 110                | modifier les données · modifier les données |

## Évolution démographique
| 1968   | 1975   | 1982   | 1990   | 1999   | 2009   | 2014   | 2020   |
| ------ | ------ | ------ | ------ | ------ | ------ | ------ | ------ |
| 12 287 | 16 146 | 17 799 | 19 493 | 21 792 | 25 507 | 26 821 | 29 429 |

#### Données générales
- Unité urbaine
- Aire d'attraction d'une ville
- Aire urbaine (France)
- Liste des unités urbaines de France

#### Données démographiques en rapport avec l'unité urbaine de Challans
- Aire d'attraction de Challans
- Arrondissement des Sables-d'Olonne

#### Données démographiques en rapport avec la Vendée
- Démographie de la Vendée